# اریک گوستاوسون
اریک گوستاوسون (به سوئدی: Erik Gustavson) (زاده ۱۹۵۵) کارگردان و تهیه کننده نروژی است. در سال ۱۹۷۴ به عنوان دستیار فیلم بردار شروع به کار کرد، و پس از آن مدتی فیلمبردار بود تا سال ۱۹۸۱ که خود کار کارگردانی را آغاز کرد. او هفت فیلم را کارگردانی کرده است، که از این میان سه فیلم در سالن‌های سینمایی متعددی به نمایش گذاشته شده‌اند: هرمان، تلگرافچی (برگرفته از رمان رویاپردازها اثر کنوت هامسون)، و دنیای صوفی. فیلم تلگرافچی در چهل سومین جشنواره فیلم برلین شرکت کرد. علاوه بر این فیلم‌ها، گوستاوسون بیش از چهارصد فیلم تبلیغاتی ساخته است. او همچنین، در توضیح فیلم ساختن، مقالات زیادی نوشته و مستندهایی ساخته است و در سه کشور نروژ، کوبا، و آرژانتین به تدریس می‌پردازد. فیلم گوستاوسون در سال ۱۹۸۵ توانست در هفت مورد نامزد جایزه آماندا شود که در سه مورد برنده شد.